# داوی‌دد
داوی‌دد (نام علمی: Daouitherium) نام یک سرده از راسته خرطوم‌داران است.